# Jean-Baptiste Théodon

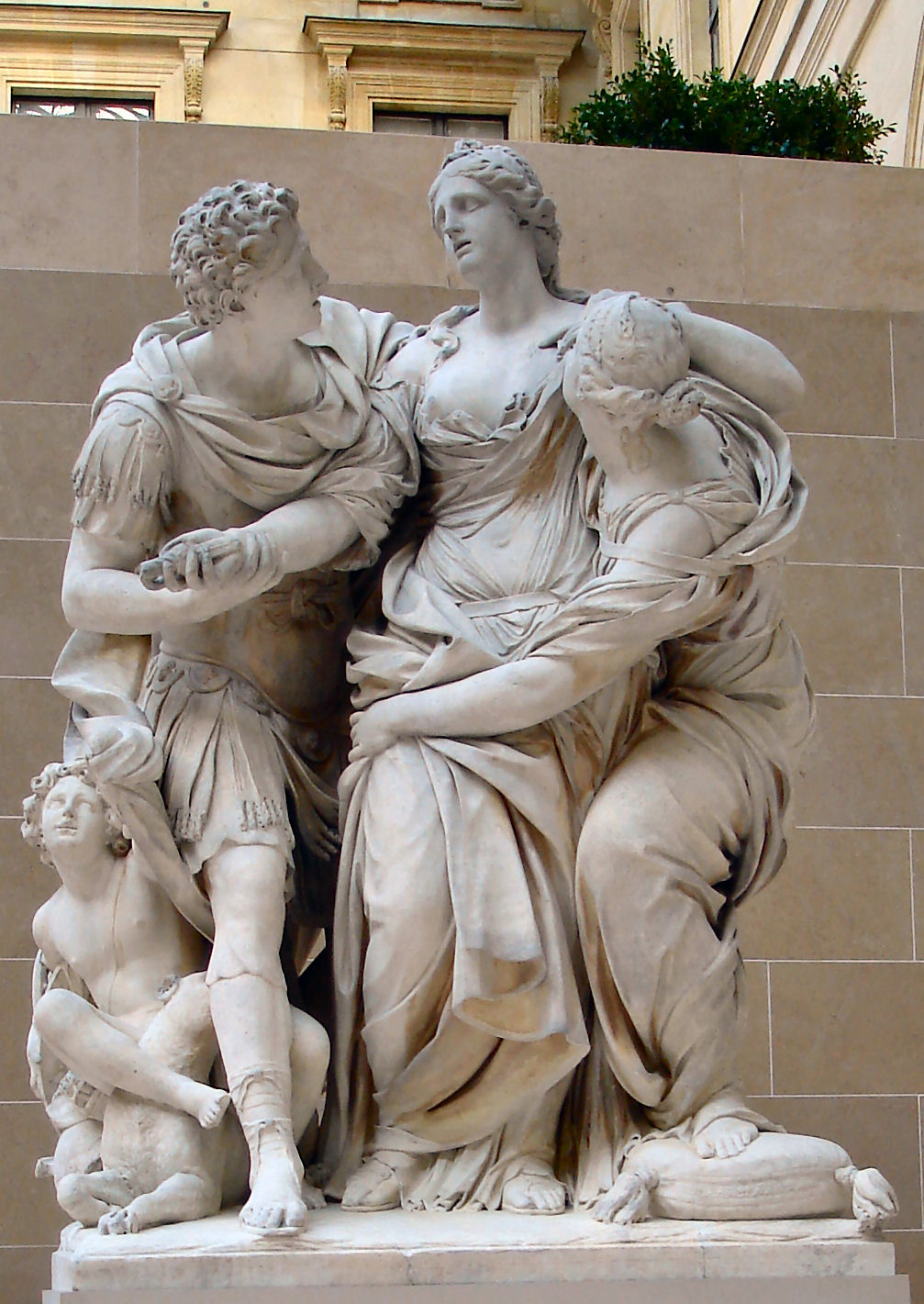
Jean-Baptiste Théodon, Arria und Paetus, louvre

Jean-Baptiste Théodon (* 1645 in Vendrest, heute im Département Seine-et-Marne; † 1713 in Paris) war ein französischer Bildhauer des Barock.

## Leben
Théodon erhielt seine Ausbildung in Versailles und an der Gobelin-Manufaktur. Jean-Baptiste Colbert beförderte ihn 1675 in die Académie de France à Rome, wo Théodons Talent auch von kirchlichen Würdenträgern bemerkt wurde. Der Künstler verblieb nahezu 30 Jahre in Rom, arbeitete an der figuralen Ausgestaltung der Lateranbasilika und des Petersdoms.
Nach Théodons endgültiger Rückkehr nach Frankreich (1705) war er an der Ausgestaltung von Versailles – vor allem an der königlichen Kapelle – beschäftigt, weiters auch an jener des Invalidendoms.